# Lac des Eaux Bleues
Le lac des Eaux Bleues se trouve sur le site du Grand parc de Miribel-Jonage, à une dizaine de kilomètres au nord-est du centre-ville de Lyon. Il constitue une ZNIEFF de type II.

## Présentation
Le lac des Eaux Bleues a une superficie d'environ 350 ha, soit environ 16 % de la superficie totale du parc de Miribel-Jonage.
Le lac est artificiel ; il a été créé dans les années 1970 à partir des excavations opérées par l'industrie de l'extraction du gravier, il est caractérisé par une faune et une flore variées. S'y trouvent quelques îles boisées de tailles variables ; par exemple, l'île des Castors ou encore l'île aux Tortues. Le lac et ses environs sont également intéressants du point de vue ornithologique.
Ouvert au public, ses rivages sont aménagés pour la promenade et le sport, attirant un grand nombre de citadins durant les beaux jours. On y pratique des activités nautiques comme la voile ou l'aviron et la baignade.
Outre sa fonction touristique, le lac peut également servir à l'alimentation en eau potable de Lyon en cas de pollution accidentelle du Rhône.
Le lac est sujet au gel et à d'importantes variations de son niveau selon les saisons ; une des explications, est sa fonction de zone d'épandage naturelle du Rhône.

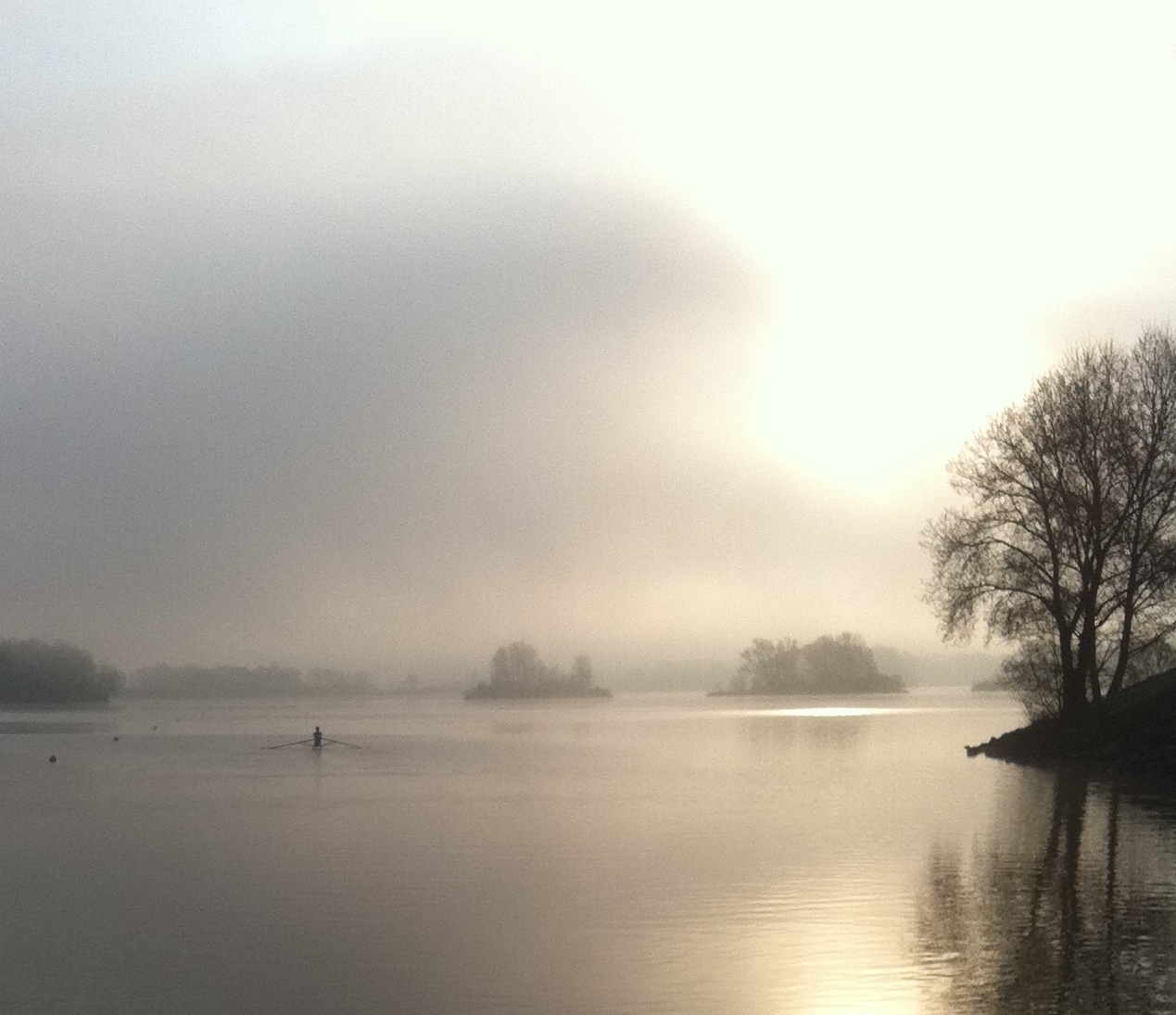
Aviron sur le lac des Eaux Bleues, au petit matin.
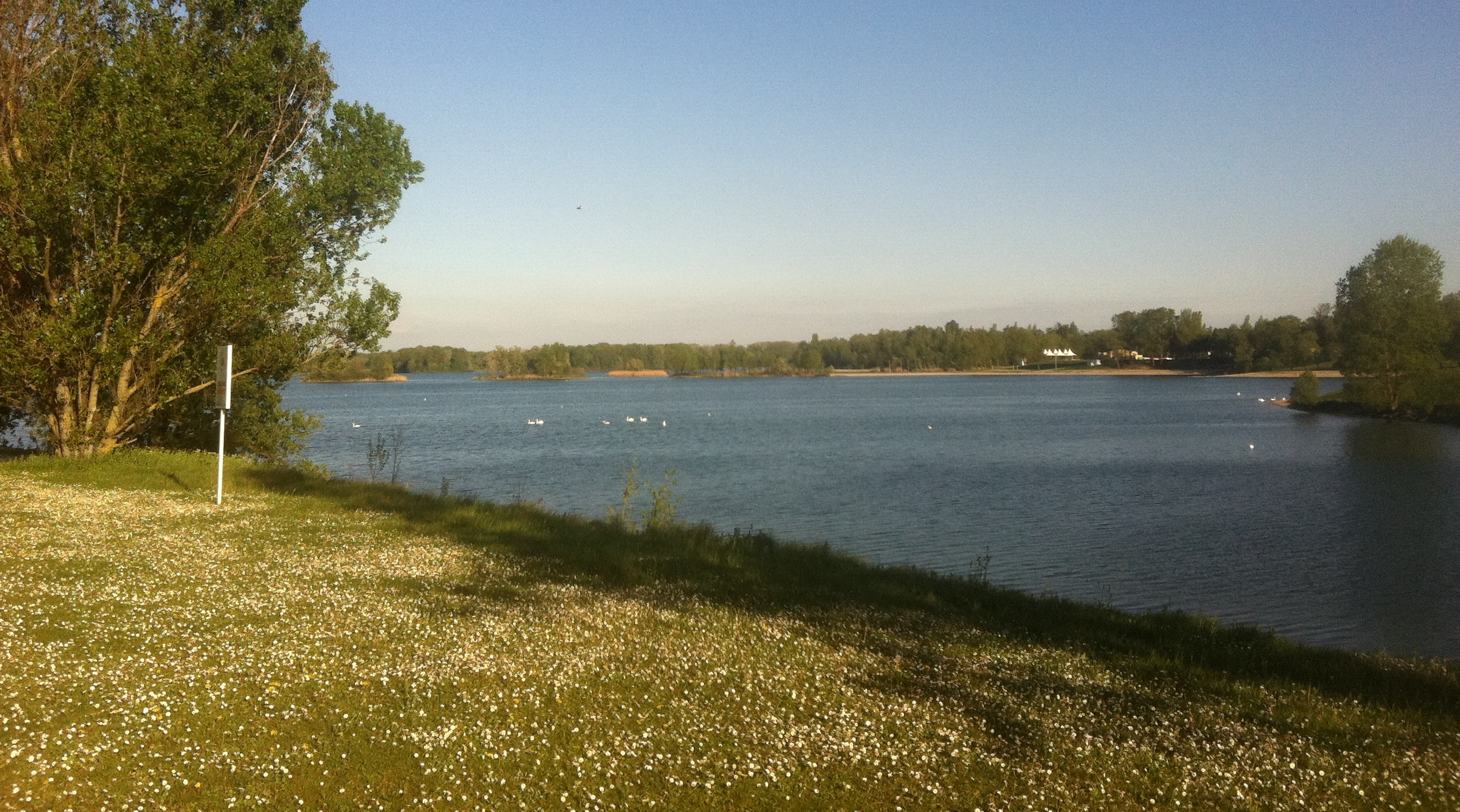
Vue du lac.
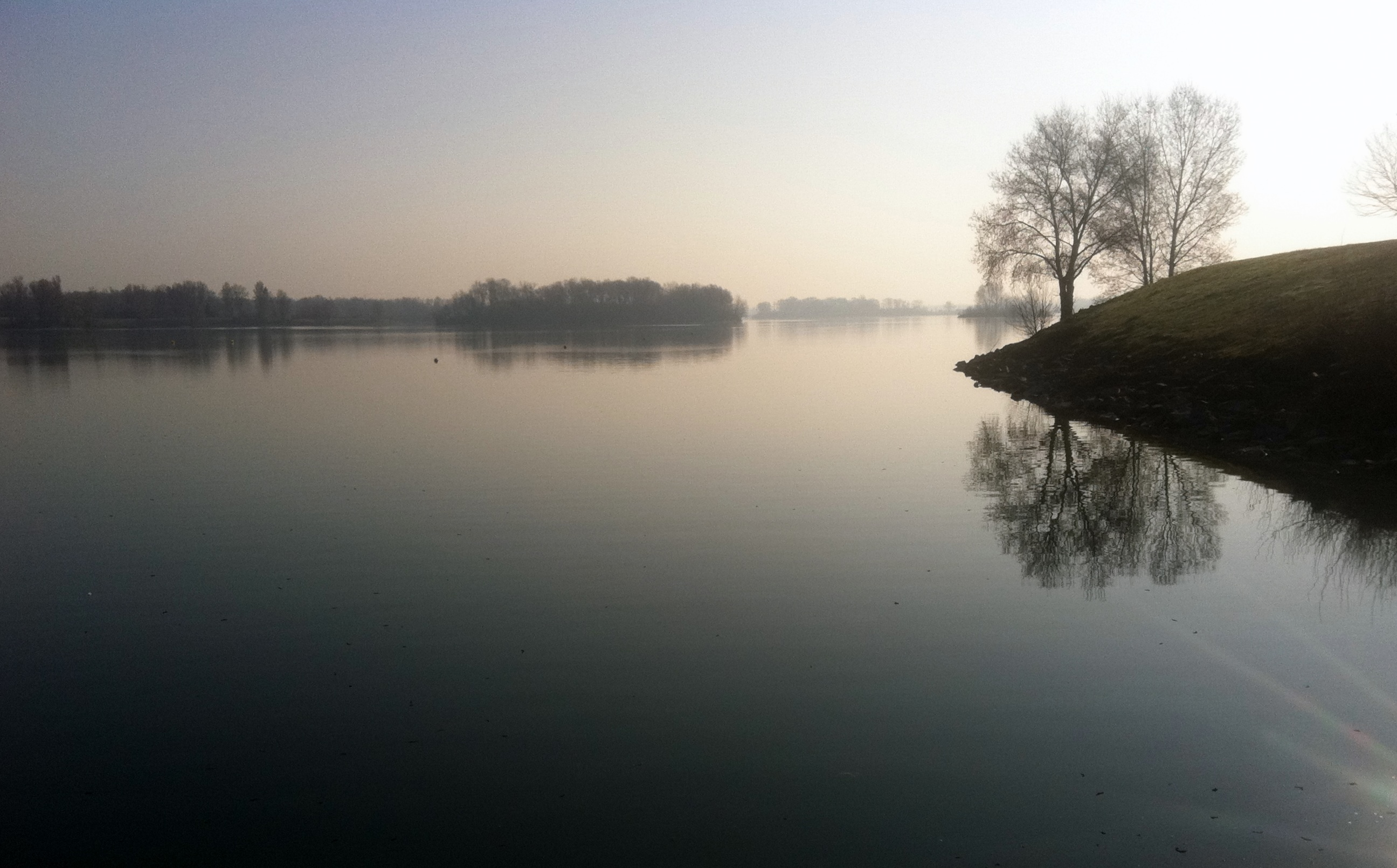
Vue du lac, le matin.
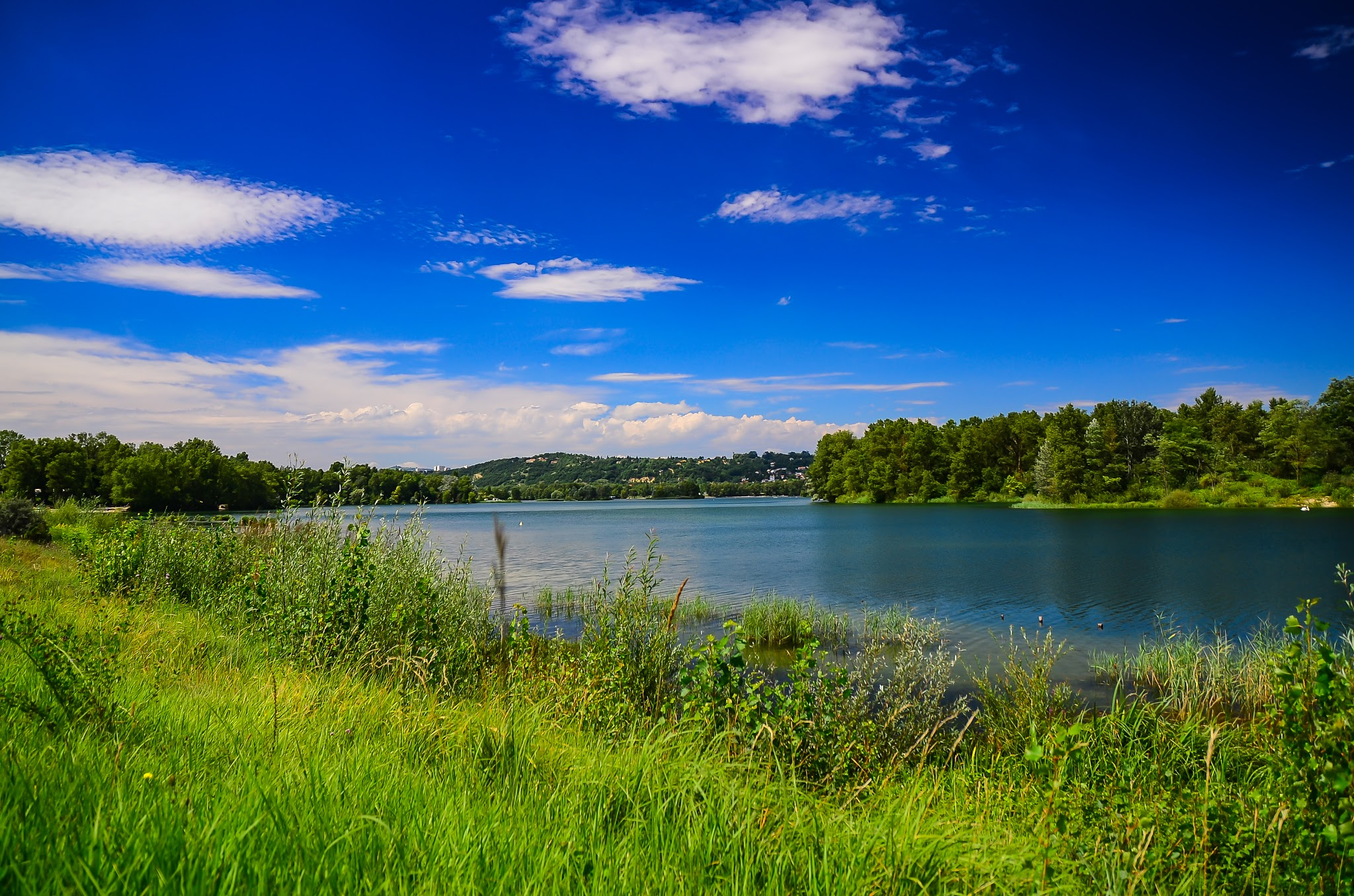
Vue du lac une journée d'été.